# 조이아산니티카
조이아 산니티카(이탈리아어: Gioia Sannitica)는 이탈리아 캄파니아주 카세르타도의 코무네다. 나폴리로부터 북동쪽으로 50km, 카세르타로부터 북동쪽으로 30km거리에 있다.